# Мартыновский сельский совет (Сумская область)
Мартыновский сельский совет (укр. Мартинівська сільська рада) — входит в состав
Тростянецкого района
Сумской области
Украины.
Административный центр сельского совета находится в 
с. Мартыновка
.

## Населённые пункты совета
- с. Мартыновка
- с. Артемо-Растовка
- с. Золотаревка

## Ликвидированные населённые пункты совета
- с. Хмелевец